# Wawian
『WaWian』（ウェウィアン）は、株式会社LEALLIV (レアリヴ、東京）の刊行によるジェンダーレス専門誌ファッション雑誌。
2022年2月創刊。
誌名は「the way we are and…」を略したもので、「ありのままの私達、そして未来へ」という意味である。